# Distrito de Coishco
El distrito de Coishco es uno de los nueve que conforman la provincia del Santa, ubicada en el departamento de Ancash en el Norte del Perú. Limita con el distrito de Chimbote por el Sur y con el distrito de Santa por el Norte.

## Historia
El distrito fue creado mediante Ley n.º 24959 del 13 de diciembre de 1988, en el primer gobierno del Presidente Alan García.

## Etimología
El origen del nombre Coishco no ha sido muy estudiado aún, pero podría provenir del quechua ancashino.[cita requerida] Tiene dos partes: el primero, el verbo qu- (dar) y el sufijo de conjgación -shqu. Quy se encuentra en tiempo pasado (qush) y -ku es una partícula que en quechua se usa para formar la forma interrogativa. Entonces, Coishco es una deformación castellana de lo que originariamente fue Qushku, que traducido significaría '¿le dio?'
Existe un estudio más cercano a la forma como los antiguos moradores quechuas creaban los topónimos. Los diccionarios de Parker (1975: 97) y Parker y Chávez (1976: 145), de Áncash registran las palabras /Qosqu/ y <qosqu>, respectivamente, ambas 'pantano, ciénaga' (Qushqu en forma Proto-Quechua). Lo que sería una palabra arcaica extraviada u olvidada por los quechua-hablantes. Actualmente se usa 'oqu', pero en los poblados quechua-hablantes de la sierra central, suelen hacer estos cambios muy conocidos: - La Q y la S se suele obviar al pronunciar algunas palabras (Kawsay > Kaway; Kimsa > Kima). Entonces es fácil de reconstruir: [Q]o[S]qu (en su forma proto-quechua Qushqu). Esta reconstrucción es además plausible para la ciudad de Cusco, ya que según las crónicas este pueblo fue creado sobre un pantano.
Ora palabra a fin: Qushquy /Qoshqi/ [Qushquy] : arder, irritar y doler (la garganta o los pulmones) por efecto de humo, gas. Qushtay, Qushqi = humo, gas (reconstruido a Qushquy, monoptongo ' uy > i ')
Una opción más
Qusquy que se aproxima fonémicamente a 'cohishco' registra estas acepciones:1. Despedir olor y efecto fastidiante a la vista y al olfato, como ají seco roto o gases.2. Exhalar algo de efecto chocante.

## Geografía
Tiene una superficie de 9,21 km² y está ubicado en la costa norcentral del Perú,
- Altitud máxima: 157 metros.
- Altitud media : 15 metros
- Latitud: 09º 01' 23" S
- Longitud: 078º 36' 56" O

Está separado del distrito de Chimbote por una hilera de cerros de baja altitud al sur y sureste; colinda al norte, nor-este y este con el distrito de Santa y finalmente por el oeste con la bahía de Coishco (Océano Pacífico). Coishco es sede de un importante número de industrias pesqueras.

## Autoridades

### Municipales
- 2011 - 2014[3]
  - Alcalde: Santos Jesús Castillo Mestanza, del Movimiento Independiente Regional Río Santa Caudaloso (MIRRSC).
  - Regidores: Teresa Gloria Pinedo Blas (MIRRSC), Isela Sonia Velásquez Guarniz (MIRRSC), Elmer Reyes Lozano (MIRRSC), Fausto Pereda Quezada (MIRRSC), Carlos Augusto Alegría Ñiquin (Coishco Te Quiero Unido).

## Economía
La base de la actividad económica es la pesca y las actividades derivadas de ésta, así como también la agricultura y el comercio.